# Porte de ville (Villecomtal)
La porte de ville est une porte de ville située à Villecomtal, en France.

## Localisation
La porte de ville est située sur la commune de Villecomtal, dans le département français de l'Aveyron.

## Historique
L'édifice est inscrit au titre des monuments historiques en 1992.

## Vori aussi